# Max Grünberg (Schauspieler)
Max Grünberg (* 17. Dezember 1876 in Berlin; † 29. September 1943 ebenda) war ein Berliner Schauspieler, der in den 1910er Jahren Theater spielte und dann zwischen 1918 und 1934 in 18 Stumm- und drei Tonfilmen mitwirkte. Er trat in Komödien-, Kriminal- und Historienfilmen auf. Zwei Mal, 1922 und 1926, war er in der Rolle des Dichters Heinrich Heine besetzt. In Hans Kysers Luther-Film von 1927 spielte er den Maler Albrecht Dürer. Er arbeitete für die Regisseure Richard Eichberg, Johannes Meyer, Erich Schönfelder, Jaap Speyer, Arthur Teuber, Fritz Wendhausen, Friedrich Zelnik und Willy Zeyn.
Grünberg trat auch im Kabarett auf, z. B. in Trude Hesterbergs im September 1921 eröffneter „Wilder Bühne“, wo er Texte von Salomo Friedlaender (Pseudonym: Mynona) und Victor Auburtin vortrug. Hier stand er mit Kollegen wie Fritz Kampers, Harald Paulsen und Resi Langer auf der Bühne.
Er war auch am Berliner Rundfunk zu Gast. In Bunten Abenden der „Funkstunde“ rezitierte er aus Werken von Fritz Engel, Jenö Heltai, Alfred Lichtenstein, Mynona, Paul Schlesinger (Pseudonym: Sling) und Theobald Tiger. Es waren Texte von expressionistischer bis dadaistischer Machart, oft auch von scharfzüngiger Gesellschaftskritik.
Nach 1934 sind keine Filme mehr mit ihm bekannt.
Er ist nicht zu verwechseln mit seinem Namensvetter, dem Geiger, Konzertmeister und Komponisten Max Grünberg, welcher von 1852 bis 1940 lebte.

## Filmographie
- 1918: Der Narr hat sie geküßt [Buch: Arthur Teuber, GECD #30482]
- 1919: Nonne und Tänzerin [Buch: Johanna Lachmann, GECD #30803]
- 1920: Das Gastmahl des Satans [Buch: Walter Schmidthässler]
- 1921: Der Passagier von Nr. 7
- 1921: Memoiren eines Kammerdieners, 1. Teil – Martin, der Findling
- 1921: Die Geheimnisse von Berlin, 1. Teil – Die dunkle Großstadt
- 1922: Der einzige Zeuge
- 1922: Die fünf Frankfurter[6] (Rolle: Heinrich Heine)
- 1922: Marie Antoinette – Das Leben einer Königin (Rolle: Marat)
- 1923: Fräulein Raffke
- 1923: Der Kaufmann von Venedig
- 1924: Die Motorbraut, auch: Liebe, Leid und Sport (Rolle: Heinz Ellhof, Geiger)
- 1924: Namenlose Helden, auch: Infanterist Scholz[7]
- 1925: Elegantes Pack (Rolle: Kriminalbeamter)
- 1926: Die lachende Grille (Rolle: Heinrich Heine)[8]
- 1928: Luther – Ein Film der deutschen Reformation (Rolle: Albrecht Dürer)[9]
- 1929: Wir halten fest und treu zusammen (Rolle: Justizrat Scharf)[10]

### Tonfilme
- 1932: Das erste Recht des Kindes
- 1932: Trenck – Der Roman einer großen Liebe (Rolle: Fuhrmann)
- 1933: Heut’ kommt’s drauf an[11]
- 1934: Ihr größter Erfolg[12]